# Роу (Њу Мексико)
Роу (енгл. Rowe) насељено је место без административног статуса у америчкој савезној држави Њу Мексико.

## Демографија
По попису из 2010. године број становника је 415.
| Група             | 2000.    | 2010.       |
| Белци             | 0 (0,0%) | 72 (17,3%)  |
| Афроамериканци    | 0 (0,0%) | 5 (1,2%)    |
| Азијати           | 0 (0,0%) | 0 (0,0%)    |
| Хиспаноамериканци | 0 (0,0%) | 336 (81,0%) |
| Укупно            | 0        | 415         |